# Microstylum nigrescens
Microstylum nigrescens är en tvåvingeart som beskrevs av Ricardo 1900. Microstylum nigrescens ingår i släktet Microstylum och familjen rovflugor.
Artens utbredningsområde är Angola. Inga underarter finns listade i Catalogue of Life.